# Восковик перевязанный
Восковик перевязанный или Восковик обыкновенный или Восковик полосатый или пестряк полосатый (лат. Trichius fasciatus) — вид жуков подсемейства Восковики семейства Пластинчатоусые.

## Описание

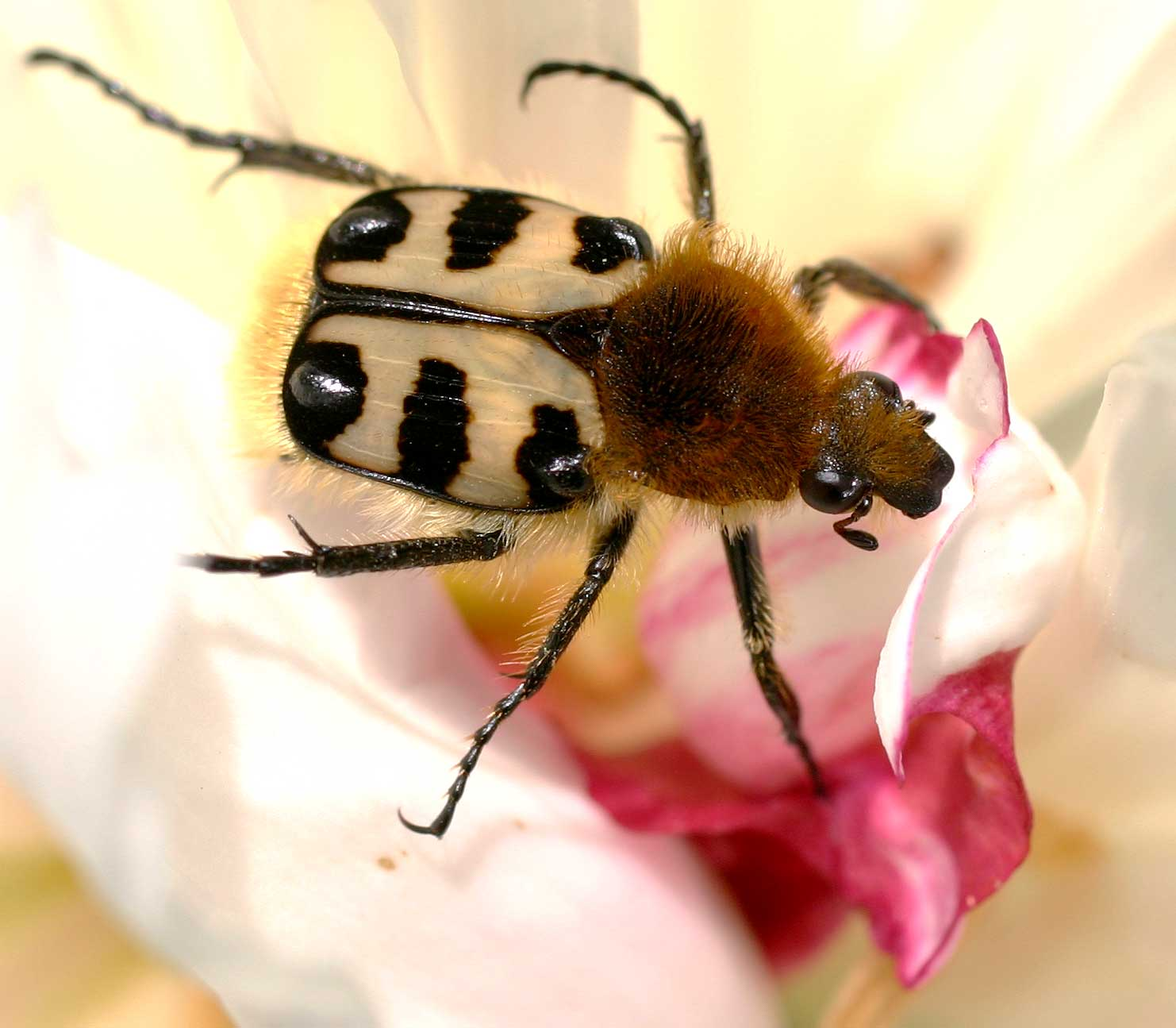

Длина тела 9—16 мм. Тело широкое, сверху слабо выпуклое. Тело слабо блестящее, надкрылья матовые, большей частью с блестящими буграми. Окраска чёрная, надкрылья светло-жёлтые (иногда красновато-жёлтые), с чёрным рисунком представленным узкой каймой по боковому краю и шву и 3 поперечными перевязями — у основания, посредине и внизу надкрылий. Средняя перевязь посредине несколько прервана. Рисунок надкрылий чрезвычайно изменчив.
Голова небольшая, покрытая точками и густыми, длинными волосками жёлтого цвета. Переднеспинка умеренно выпуклая, имеет наибольшую ширину посредине, сзади слабо, спереди несколько сильнее сужена. Покрыта очень густыми, длинными, жёлтыми или рыжевато-жёлтыми, либо серо-жёлтыми волосками. Передний и задний края переднеспинки окаймлены, передние углы туповатые, боковые края закруглённые, задние углы тупые и закруглённые. Брюшко немного выдаётся из-под надкрылий. Низ тела покрыт густыми длинными жёлтыми волосками, на брюшке имеются лишь немного более редкими, чем на груди. Ноги в густой, грубой пунктировке.

### Изменчивость
Рисунок надкрылий чрезвычайно изменчив. Чёрный цвет может быть редуцирован или же, наоборот, занимать преобладающую часть надкрылий. У ab. obliquus средняя перевязь идёт в виде косой полосы и простирается от плечевого бугра до шовного угла на вершине надкрылий. Ab. pulchellus отличается укороченной передней и сильно укороченной средней перевязью. У ab. dubius преобладает в окраске жёлтый цвет, а
чёрные перевязи небольшие, передняя из них редуцирована и выражена лишь в виде плечевого пятна. Ab. commutatus отличается от предыдущей тем, что передняя чёрная перевязь соединена со средней полоской на боковом крае. У ab. fennicus передняя жёлтая перевязь является очень широкой и продолжается вдоль шва в виде сужающейся полоски.

## Ареал
Распространение очень широкое, ареал охватывает территорию от Атлантического до Тихого океана и от Заполярья. В пределах стран бывшего СССР северная граница в западной части ареала идёт близ полярного круга, местами переходя через него. Начиная от Кольского полуострова идёт далее по берегам Белого моря, включая Соловецкие острова, по Нижней Тунгуски, реке Вилюй, к низовьям Алдана и далее на восток до Охотского моря. Изолированно распространён в лесной части Камчатки и на островах Сахалине, Шантарских и Курильских островах. Южная граница идёт через Черновицкую и Винницкую области, Житомир, севернее Киева, Черниговскую и Сумскую области, Харьков (Лозовеньки), Воронеж, Саратов, Уральск, Орск, по степям Северного Казахстана до Зайсанской котловины, откуда идёт ответвление на юг — на Джунгарский Алатау, по горной системе Тянь-Шаня. Далее на восток южная граница идёт по северной части Синьцзяна и горным районам Монголии, в Северо-Восточном Китае. Встречается также в Японии.
Распространён в Европе, где встречается до северной части Норвегии и Англии, а на юг до Португалии, Испании, Италии, Албании, Македонии, Болгарии. От основного ареала изолирован кавказский ареал вида, где он в основном связан с горами.

## Биология

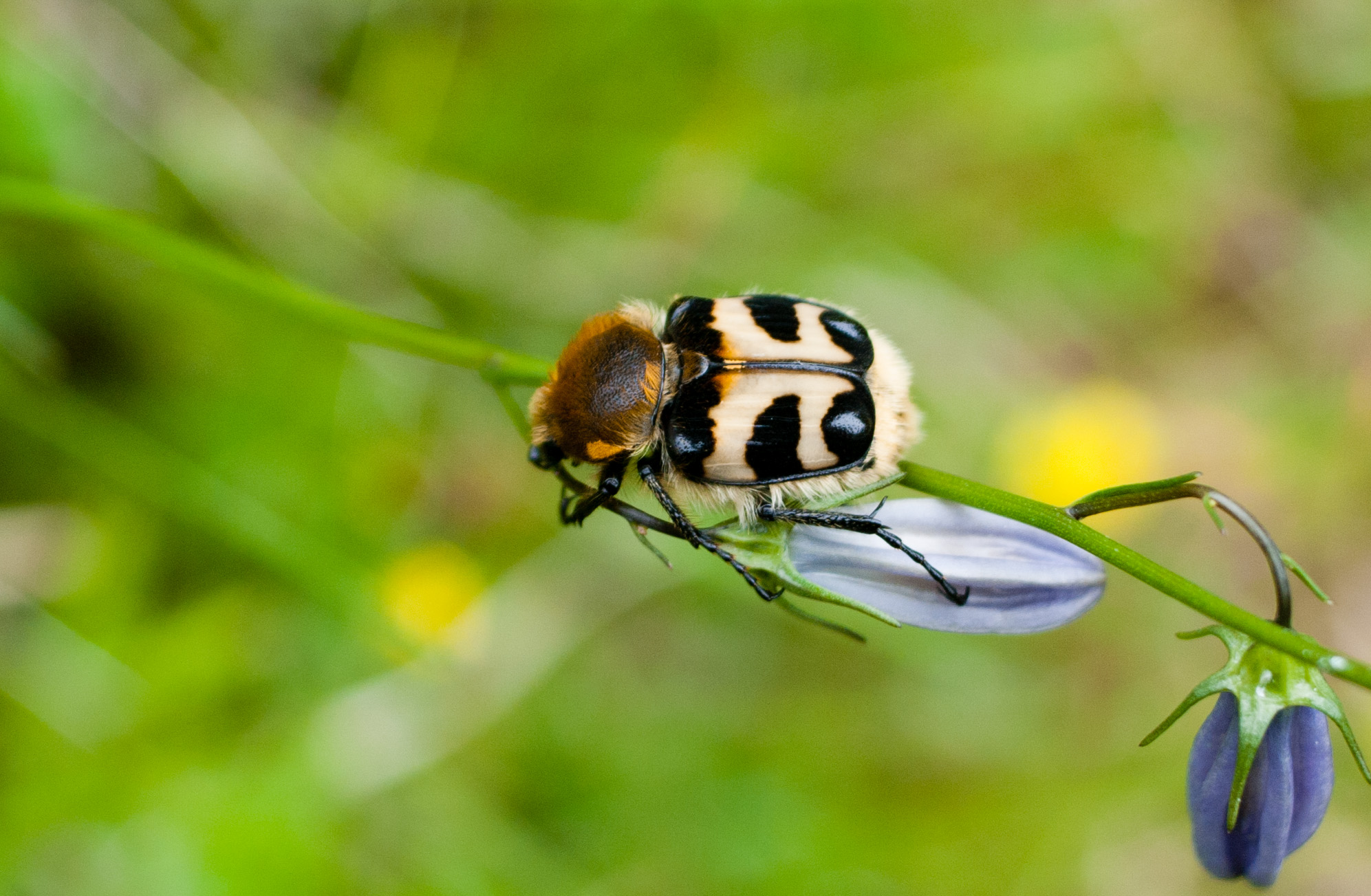

Жуки летают с начала лета до первой половины сентября. В основном является типичным летним видом. Жуки ведут дневной образ жизни и питаются пыльцой цветов различных растений. Особенно часто встречаются на цветках зонтичных, бузины, поповника (Leucanthemum vulgare), таволги, шиповника и других растений.
Встречаются на полянах в широколиственных лесах, на лугах. На юге ареала вид приурочен исключительно к горам, причем на Кавказе поднимается до высоты около 2000 м н.у.м., в Тянь-Шане — до 1600 м.
В массе вид встречается в зонах тайги и смешанных широколиственных лесов. На Украине (в зоне широколиственных лесов) распространён преимущественно на северо-западе страны.

## Размножение
Жуки откладывают яйца в трухлявую древесину, где развиваются личинки. Обнаружены в таких древесных породах, как берёза и осина. Характеризуется не особенно толстым, С-образно изогнутым телом. Голова матовая, буро-жёлтого цвета. Верхние челюсти короткие, широкие. Ноги довольно короткие. Длина тела личинки 3-го возраста до 40 мм. Окукливание происходит весной, в древесине, где жила личинка, то есть жуки имеют однолетнюю генерацию. В условиях Крайнего Севера развитие затягивается до 2 лет.